# Fedor Frešo
Fedor Frešo (ur. 6 stycznia 1947 w Bratysławie, zm. 26 czerwca 2018) – słowacki basista.
Był związany z zespołem Collegium Musicum. Współpracował także z takimi grupami jak Traditional Club Bratislava, Prúdy, Fermata czy Blue Effect.
Jego ojcem był kompozytor i dyrygent Tibor Frešo.